# Tomáš Pasák
Tomáš Pasák (6. června 1933 Praha – 26. října 1995 Praha) byl český historik a vysokoškolský pedagog.

## Život
Od 60. let 20. století působil na Filozofické fakultě Univerzity Karlovy, kterou však musel v období tzv. normalizace z politických důvodů opustit. Pracoval v Pedagogickém muzeu Jana Amose Komenského, jehož se po listopadovém převratu stal ředitelem, a tehdy se též vrátil na akademickou půdu. Jeho profesní aktivity ukončilo předčasné úmrtí ve věku 62 let.
Ve svých odborných pracích se zabýval zejména českými dějinami v období první a druhé republiky, a především obdobím Protektorátu Čechy a Morava. Zaměřoval se na spornou a nedostatečně objasněnou tematiku, často formou biografií předních osobností politiky (Eliáš, Hácha, Klapka, Krajina, Drtina, Nestával, Nebeský, Udržal, Uher a Pitter). Jeho starší práce jsou poněkud ovlivněny tehdejší ideologií, ty pozdější však umožnily zaplnit některá „bílá“ místa v českých dějinách. Většina z nich mohla vyjít až po roce 1989. Za knihu o Emilu Háchovi získal Cenu Egona Erwina Kische.
Spolu se svou manželkou u sebe přechovával urnu s ostatky československého generála a protektorátního předsedy vlády Aloise Eliáše, které díky tomu mohly být v roce 2005 se všemi poctami pohřbeny v Národním památníku na pražském Vítkově.

## Dílo (výběr)
- Pod ochranou říše (1970)
- Květnové povstání českého lidu v roce 1945 (1980)
- 17. listopad 1939 a Univerzita Karlova (1997)
- JUDr. Emil Hácha (1938–1945) (1997)
- Přemysl Pitter – život pro druhé. Česko-německé soužití v díle Přemysla Pittra (ed. J. Pasáková) (1997)
- Český fašismus 1922–1945 a kolaborace 1939–1945 (ed. J. Pasáková) (1999)